# Overgaden

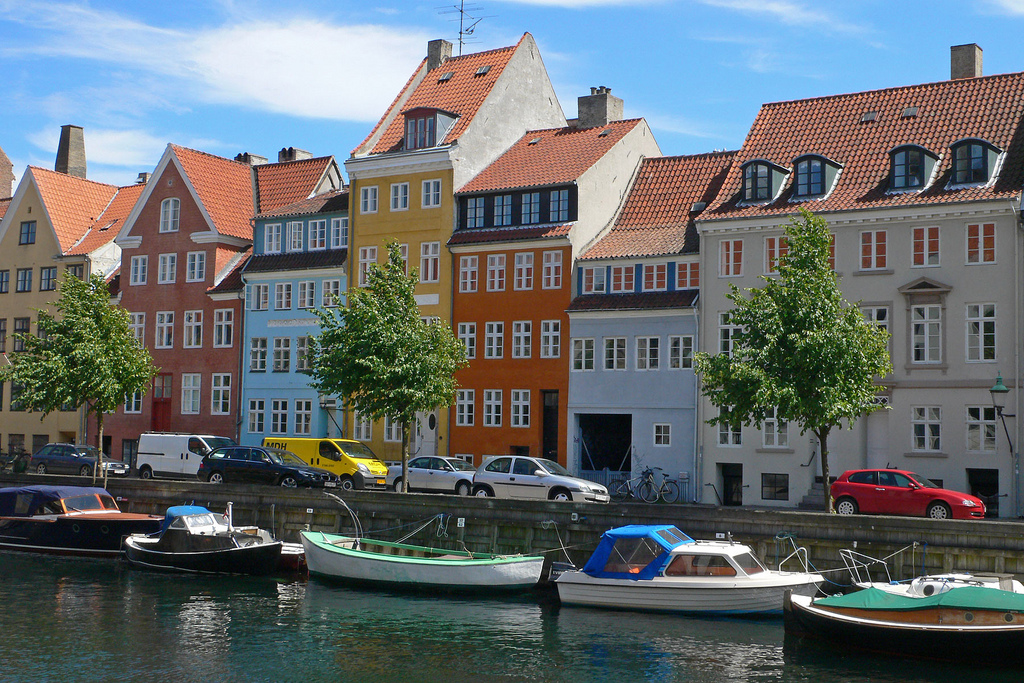
Overgade oven Vandet

Overgaden oven Vandet (gerade Hausnummern; in der Literatur ist auch die Übersetzung Obere Straße am Wasser geläufig) und Overgaden neden Vandet (ungerade Hausnummern) sind zwei Straßen in Christianshavn, die auf beiden Seiten des Christianshavns Kanals gelegen sind. Gade bedeutet auf Dänisch Straße, Vand ist Wasser.

## Geschichte
Die Straßen wurden in der Regierungszeit Christian IV. angelegt. Der Bauherr wollte eine Ober- und eine Unterstadt nach holländischer Art schaffen, sodass oven Vandet den vom Hafen entferntesten Stadtteil bezeichnet. Ursprünglich wurde die Straße Ufergade nach dem deutschen Wort Ufer genannt.
Overgaden oven Vandet ist durch eine Reihe großer und schlossartiger Gebäude geprägt. Hier gab es im Gegenteil zur Overgaden neden Vandet keine Lagerhäuser, sondern ein Gemisch aus Handel, Industrie und Wohnhäusern. Nr. 6, Stanleys Gård, war die Wohnung des dänischen Bildhauers Simon Carl Stanley. Andere bekannte Adressen sind Nr. 11, Heerings Gård (ein ehemaliger Likörhersteller), Bombebøssen Nr. 48, eine Unterkunft für bedürftige und betagte Seeleute, und Søkvæsthuset (Nr. 58–64), ein Krankenhaus für Seeleute.

## Overgaden oven Vandet in der Literatur
In Søren Kierkegaards Stadien auf des Lebens Weg (1845) wird die Straße im Tagebucheintrag des Verfassers der Handschrift aus dem dritten Teil für den 5. April mehrmals in Verbindung mit der Figur des Buchhalters erwähnt. Der Buchhalter ist ein hagerer, großer und lediger Mann, der, obschon in dürftigen Verhältnissen aufgewachsen, bei einem der reichsten Kaufmänner angestellt worden und mit seinen Fleiß, Einsicht, Pünktlichkeit und Tüchtigkeit beruflich emporgekommen ist. Der zurückhaltende und unbeholfene Buchhalter wurde jedoch nach dem Anknüpfen einer Bekanntschaft mit ein paar Weltkindern (dänisch Folk af Verden) zu einem Besuch im Freudenhaus verlockt.
Später geht der vermögende, aber schwachsinnig (dänisch sindssvag) gewordene Buchhalter jeden Vormittag zwischen Elf und Zwölf auf der Overgaden oven Vandet zwischen Børnehusbroen (in der Übersetzung als Waisenhausbrücke wiedergegeben) und dem südlichen Straßenende spazieren. Der von den Bewohnern geehrte Mann ist außerhalb dieses Zeitraums äußerst höflich, und besonders Kindern, die er beschenkt, wohlgesinnt, aber zwischen Elf und Zwölf erwidert er keinen Gruß. In einigen Übersetzungen der Stadien auf des Lebens Weg wird die Straße als Obere Straße am Wasser wiedergegeben.
Die oben abgebildete Strecke wurde auch vom Buchhalter bei seinem Spaziergang zurückgelegt.